# Hagaman
Hagaman es una villa ubicada en el condado de Montgomery en el estado estadounidense de Nueva York. En el año 2000 tenía una población de 1,357 habitantes y una densidad poblacional de 339.9 personas por km².

## Geografía
Hagaman se encuentra ubicada en las coordenadas 42°58′39″N 74°9′2″O / 42.97750, -74.15056.

## Demografía
Según la Oficina del Censo en 2000 los ingresos medios por hogar en la localidad eran de $41,875, y los ingresos medios por familia eran $52,500. Los hombres tenían unos ingresos medios de $32,463 frente a los $25,319 para las mujeres. La renta per cápita para la localidad era de $19,527. Alrededor del 6.7% de la población estaban por debajo del umbral de pobreza.